# Фарвел (Тексас)
Фарвел (енгл. Farwell) град је у америчкој савезној држави Тексас. По попису становништва из 2010. у њему је живело 1.363 становника.

## Демографија
Према попису становништва из 2010. у граду је живело 1.363 становника, што је 1 (0,1%) становника мање него 2000. године.
| Група             | 2000.       | 2010.       |
| Белци             | 890 (65,2%) | 769 (56,4%) |
| Афроамериканци    | 6 (0,4%)    | 27 (2,0%)   |
| Азијати           | 14 (1,0%)   | 8 (0,6%)    |
| Хиспаноамериканци | 436 (32,0%) | 557 (40,9%) |
| Укупно            | 1.364       | 1.363       |